# Maringues
Maringues est une commune située dans le département du Puy-de-Dôme, en région Auvergne-Rhône-Alpes.

## Géographie

### Localisation
La ville de Maringues, tout comme son canton (dans son découpage en vigueur avant le redécoupage cantonal de 2014), est située en plein cœur de la Limagne, au nord-est du département du Puy-de-Dôme, dans une vallée sur une terrasse de la Morge, petite rivière qui traverse le bourg.
Sept communes sont limitrophes de Maringues :
| Saint-André-le-Coq |           | Luzillat        |
| Saint-Ignat        | Maringues | Vinzelles       |
| Saint-Laure        | Joze      | Crevant-Laveine |

### Géologie
Maringues se situe dans la plaine de la Limagne, bordée à l'est par les monts du Forez, et à l'ouest par la chaîne des volcans d'Auvergne.

### Hydrographie
La commune est située sur la rive gauche de l'Allier ; la Morge, affluent rive gauche long de 68,4 km, se jetant entre Luzillat et Vinzelles traverse le centre-ville.

### Voies de communication et transports
Maringues est traversée par la route départementale 1093, ancienne route nationale 493 des années 1930 aux années 1970, reliant l'agglomération de Vichy à Pont-du-Château. Elle possède une pénétrante, classée dans la voirie départementale par son accès sud, la RD 1093a.
Maringues est raccordée à Ennezat et à Riom par la RD 224 se raccordant au sud de la ville au carrefour giratoire avec les RD 1093 et 1093a ; une RD 224d assure la liaison vers le centre-ville.
La RD 43 part du nord-est du centre-ville en direction de Luzillat et de Puy-Guillaume. Deux kilomètres plus loin, la RD 55 dessert le village de Vensat.
Du nord, la RD 12 continue vers Thuret. Vers l'ouest, la RD 17 se dirige vers Saint-Ignat.
Vers l'est, la RD 223 offre un accès autoroutier par l'échangeur 28 de l'autoroute A89 en direction de Lezoux. Elle dessert également le hameau des Goslards.

### Climat
Pour des articles plus généraux, voir Climat d'Auvergne-Rhône-Alpes et Climat du Puy-de-Dôme.
En 2010, le climat de la commune est de type climat océanique dégradé des plaines du Centre et du Nord, selon une étude du Centre national de la recherche scientifique s'appuyant sur une série de données couvrant la période 1971-2000. En 2020, Météo-France publie une typologie des climats de la France métropolitaine dans laquelle la commune est exposée à un climat de montagne ou de marges de montagne et est dans la région climatique  Nord-est du Massif Central, caractérisée par une pluviométrie annuelle de 800 à 1 200 mm, bien répartie dans l’année. 
Pour la période 1971-2000, la température annuelle moyenne est de 11,1 °C, avec une amplitude thermique annuelle de 16,5 °C. Le cumul annuel moyen de précipitations est de 743 mm, avec 9,2 jours de précipitations en janvier et 7,4 jours en juillet. Pour la période 1991-2020, la température moyenne annuelle observée sur la station météorologique de Météo-France la plus proche, « Charmes_sapc », sur la commune de Charmes à 18 km à vol d'oiseau, est de 11,9 °C et le cumul annuel moyen de précipitations est de 675,4 mm,. Pour l'avenir, les paramètres climatiques de la commune estimés pour 2050 selon différents scénarios d'émission de gaz à effet de serre sont consultables sur un site dédié publié par Météo-France en novembre 2022.

## Urbanisme

### Typologie
Au 1er janvier 2024, Maringues est catégorisée bourg rural, selon la nouvelle grille communale de densité à sept niveaux définie par l'Insee en 2022.
Elle appartient à l'unité urbaine de Maringues, une unité urbaine monocommunale constituant une ville isolée,. Par ailleurs la commune fait partie de l'aire d'attraction de Clermont-Ferrand, dont elle est une commune de la couronne,. Cette aire, qui regroupe 209 communes, est catégorisée dans les aires de 200 000 à moins de 700 000 habitants,.

### Occupation des sols
L'occupation des sols de la commune, telle qu'elle ressort de la base de données européenne d’occupation biophysique des sols Corine Land Cover (CLC), est marquée par l'importance des territoires agricoles (78,9 % en 2018), en diminution par rapport à 1990 (83,8 %). La répartition détaillée en 2018 est la suivante : terres arables (62,3 %), zones agricoles hétérogènes (14,3 %), zones urbanisées (9,3 %), forêts (8,5 %), eaux continentales (3,2 %), prairies (2,3 %). L'évolution de l’occupation des sols de la commune et de ses infrastructures peut être observée sur les différentes représentations cartographiques du territoire : la carte de Cassini (XVIIIe siècle), la carte d'état-major (1820-1866) et les cartes ou photos aériennes de l'IGN pour la période actuelle (1950 à aujourd'hui).

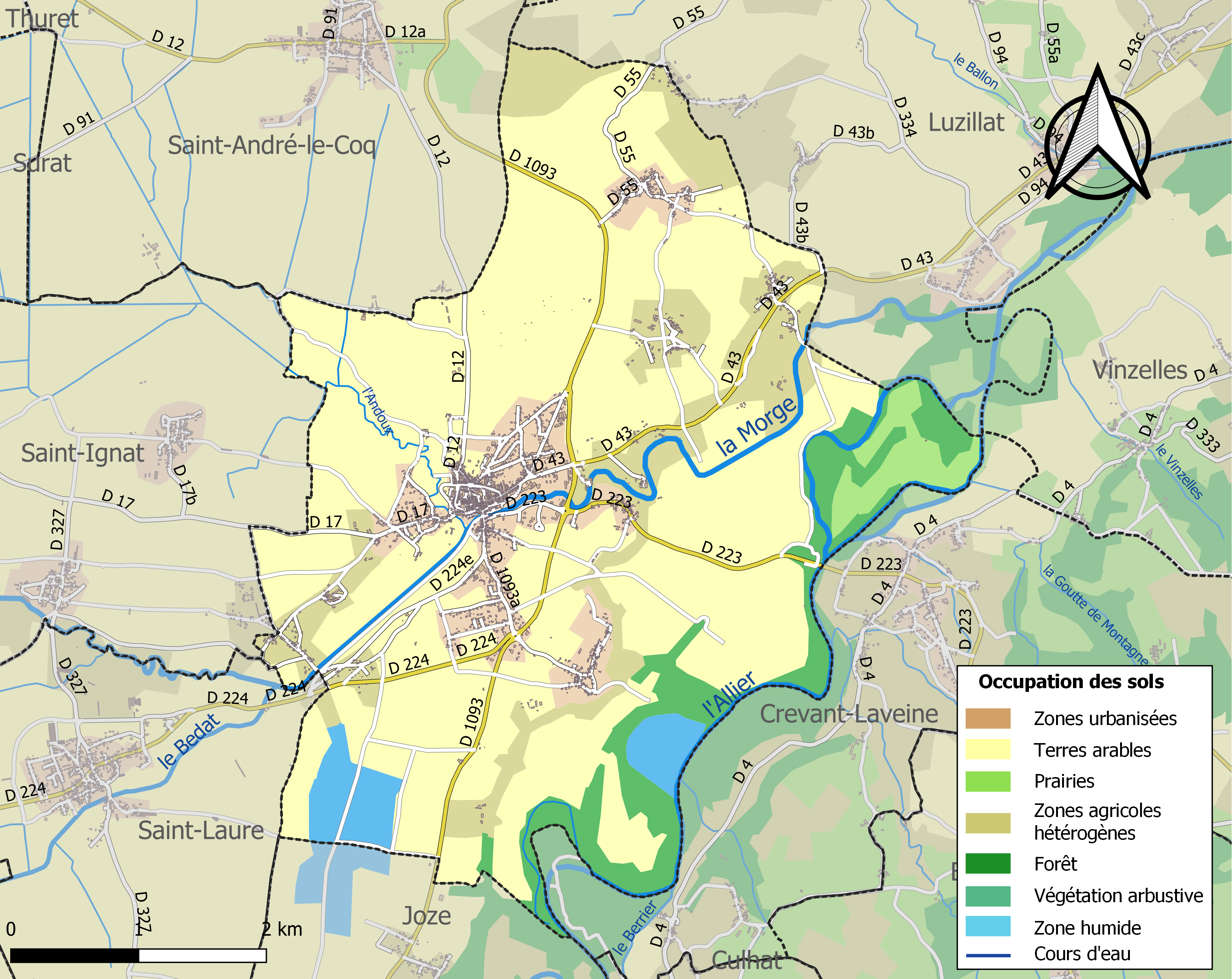
Carte des infrastructures et de l'occupation des sols de la commune en 2018 (CLC).

### Risques naturels et technologiques
La commune est soumise à plusieurs risques :
- risques naturels : feu de forêt, inondation, mouvement de terrain, phénomènes liés à l'atmosphère, séisme (niveau 3) ;
- risque technologique : rupture de barrage.

Elle n'a pas élaboré de DICRIM.
Concernant le risque inondation, un plan des surfaces submersibles de l'Allier a été approuvé le 17 octobre 1969 ; deux autres plans de prévention des risques naturels inondation par crue à débordement lent ont été prescrits le 15 novembre 2010 et approuvés le 4 novembre 2013.

## Toponymie
Attestée sous les formes Villa Maringis et Villa Maringa en 1225, Maringues en 1286 et 1586, Manergium en 1372, Marengue en 1373, Manergium en 1392.

## Histoire
La région a été peuplée très tôt puisqu'on a découvert deux sites préhistoriques puis des traces d'occupation gauloise et gallo-romaine. Le patrimoine archéologique de la commune est assez important, quoique méconnu.
En effet, l'Allier est très proche et, de ce fait, Maringues a une situation privilégiée. Dès le haut Moyen Âge, la rivière Allier est une voie de circulation entre Pont-Picot (hameau de Maringues au bord de l'Allier) et la région parisienne ainsi qu'entre l'Auvergne et la côte atlantique. La circulation fluviale y est importante et de nombreux produits circulent (bois, vins, charbons, cuirs…).
L'apparition de Maringues est certaine en 1050 avec la fondation d'un prieuré par Robert de Turlande. À cette époque, Maringues, avec Luzillat, était le chef-lieu des terres de Montgascon ou Montgacon (qui passèrent aux comtes d'Auvergne par le mariage de Robert VI) et a obtenu une charte de franchise en 1225, charte renouvelée et ratifiée au XIVe. La ville était entourée par 2 enceintes de fortifications : une première construite autour de l'église et englobant le château-fort de la ville, et une seconde, plus tardive, édifiée en 1443 et dont le tracé est encore visible aujourd'hui.
Le Moyen Âge marque l'apogée de l'artisanat des tanneries (qui existait depuis l'époque romaine), qui devient le second pôle économique de la cité. La ville de Maringues et ses bords de Morge sont caractéristiques de cet artisanat.
Un atelier temporaire de frappe de monnaie est créé à Maringues en supplément de celui de Clermont. Il fonctionnera de 1591 à 1593 sous le règne d’Henri IV et fabriquera des douzains et des doubles sols.
Au XVIe, la ville s'enrichit : les foires se multiplient et les échanges commerciaux se développent, faisant de Maringues la deuxième place commerciale d'Auvergne, après Montferrand. En 1556, la ville reçut le roi Charles IX se rendant à Pont-du-Château et, en 1558, elle rejoint, comme d'autres villes de basse Auvergne, le groupe des Bonnes Villes d'Auvergne.
Mais le XVIe a aussi été marqué par les guerres de religion et la ville est devenue peu sûre. Le protestantisme s'est installé tôt à Maringues et a entraîné des querelles et des vengeances de la part des deux camps. C'est l'édit de Nantes en 1598 qui a ramené la paix et a permis la création d'un prêche protestant à Maringues. Avec la révocation de l'édit en 1685, les familles protestantes de Maringues se convertissent ou émigrent en Allemagne. Beaucoup d'entre elles ont émigré à Kelze. Ces deux villes sont aujourd'hui jumelées.
Au XVIIe siècle, après la Révocation, un couvent des Récollets s'installe à Maringues (1613) et un couvent des Ursulines le rejoint en 1641. Cependant, la ville décline car le port est transféré ailleurs et les caravanes venant du Midi ne s'y arrêtent plus (préférant Pont-du-Château). Par ailleurs, l'artisanat des tanneries, qui jusque-là se portait bien, décline. En effet, une taxe est imposée sur les cuirs et un traité de commerce est passé avec l'Angleterre en 1786, tout ceci contribuant à faire péricliter cet artisanat. Les tanneries sont cependant restées prospères jusqu'en 1860 (encore une soixantaine) et disparaissent à la Première Guerre mondiale.
Aujourd'hui, l'artisanat des tanneries a disparu.
On fabriquait à Maringues de petites voitures hippomobiles à deux roues, nommées maringottes, qui furent connues jusqu’au début du XXe siècle comme les voitures qui servaient à promener les touristes au Mont Saint-Michel.

## Politique et administration

### Découpage territorial
La commune de Maringues est membre de la communauté de communes Plaine Limagne, un établissement public de coopération intercommunale (EPCI) à fiscalité propre créé le 1er janvier 2017 dont le siège est à Aigueperse. Ce dernier est par ailleurs membre d'autres groupements intercommunaux. Jusqu'au 31 décembre 2016, elle faisait partie de la communauté de communes Limagne Bords d'Allier dont elle était le siège.
Sur le plan administratif, elle est rattachée à l'arrondissement de Riom depuis le 1er janvier 2017, à la circonscription administrative de l'État du Puy-de-Dôme et à la région Auvergne-Rhône-Alpes.
Sur le plan électoral, Maringues est le bureau centralisateur d'un canton composé des communes des anciens cantons de Maringues (moins Joze qui a rejoint le canton de Lezoux) et de Châteldon dans l'arrondissement de Thiers, ainsi que celles de l'ancien canton de Randan situé dans l'arrondissement de Riom, pour l'élection des conseillers départementaux, depuis le redécoupage cantonal de 2014 entré en vigueur en 2015, et de la cinquième circonscription du Puy-de-Dôme pour les élections législatives, aussi bien avant qu'après le dernier découpage électoral de 2010.

### Élections municipales et communautaires

#### Élections de 2020
Le conseil municipal de Maringues, commune de plus de 1 000 habitants, est élu au scrutin proportionnel de liste à deux tours (sans aucune modification possible de la liste), pour un mandat de six ans renouvelable. Compte tenu de la population communale, le nombre de sièges à pourvoir lors des élections municipales de 2020 est de 23. Les vingt-trois conseillers municipaux sont élus au premier tour, le 15 mars 2020, avec un taux de participation de 54,02 %, se répartissant en : dix-huit sièges issus de la liste de Denis Beauvais et cinq sièges issus de la liste de Robert Imbaud.
Les six sièges attribués à la commune au sein du conseil communautaire de la communauté de communes Plaine Limagne se répartissent en : cinq sièges issus de la liste de Denis Beauvais et un siège issu de la liste de Robert Imbaud.

#### Chronologie des maires
| Période                                  | Période                       | Identité                   | Étiquette    | Qualité |
| ---------------------------------------- | ----------------------------- | -------------------------- | ------------ | --- |
| Les données manquantes sont à compléter. |                               |                            |              | |
| 1800                                     | 1807                          | Étienne de Benoist-Barante |              | |
| 1807                                     | 1815                          | Jean Boudet                |              | |
| 1815                                     | 1817                          | François Grimardias-Collon |              | |
| 1817                                     | 1831                          | Pierre Bergounioux-Gros    |              | |
| 1831                                     | 1840                          | Pierre Peyrend             |              | |
| 1840                                     | 1846                          | Jacques Baudet-Lafarge     | Droite       | Avocat, propriétaire et agriculteur Député du Puy-de-Dôme (1848-1849) Conseiller général du canton de Maringues (1837-1852)                                                                                    |
| 1846                                     | 1849                          | Guillaume Bergouhnioux     |              | |
| 1849                                     | 1850                          | François Chapelle-Lafaye   |              | |
| 1850                                     | 1867                          | Maurice Andrieu            | Bonapartiste | Contrôleur des contributions, juge de paix Député du Puy-de-Dôme (1863-1869) Conseiller général du canton de Maringues (1852-1870)                                                                             |
| 1867                                     | 1878                          | Pierre-Paul Bergougnioux   | Bonapartiste | Propriétaire Conseiller général du canton de Maringues (1870-1889) |
| 1878                                     | 1883                          | Félix Goutay               |              | Docteur-médecin |
| 1883                                     | 1888                          | Pierre-Paul Bergougnioux   |              | Propriétaire |
| 1888                                     | 1896                          | Annet Pélissier-Tachard    |              | |
| 1896                                     | 1900                          | Alexandre Émile Tardif     |              | Propriétaire |
|                                          |                               |                            |              | |
| 1908                                     | 1929                          | Jean-Adolphe Pellet        | Rad.         | Médecin Conseiller général du canton de Maringues (1907-1925) |
|                                          |                               |                            |              | |
| 1960                                     | 1977                          | Louis Ganne                |              | |
| mars 1983                                | mars 2014                     | Bernard Faure              | PS           | Agriculteur, maire honoraire (2014) Conseiller général du canton de Maringues (1982-2001) Conseiller régional d'Auvergne (1986-1998) Président de la communauté de communes Limagne Bords d'Allier (1999-2014) |
| mars 2014                                | mai 2020                      | Robert Imbaud              | PS           | Employé 2e vice-président de la communauté de communes Plaine Limagne (2017-2020) |
| mai 2020                                 | En cours (au 15 octobre 2021) | Denis Beauvais             | LR           | Cadre Michelin 3e vice-président de la communauté de communes Plaine Limagne (depuis 2020) |

### Instances judiciaires
Maringues dépend de la cour d'appel de Riom, du tribunal de proximité de Thiers et des tribunaux judiciaire, de commerce et pour enfants de Clermont-Ferrand.

## Population et société

### Démographie
L'évolution du nombre d'habitants est connue à travers les recensements de la population effectués dans la commune depuis 1793. Pour les communes de moins de 10 000 habitants, une enquête de recensement portant sur toute la population est réalisée tous les cinq ans, les populations de référence des années intermédiaires étant quant à elles estimées par interpolation ou extrapolation. Pour la commune, le premier recensement exhaustif entrant dans le cadre du nouveau dispositif a été réalisé en 2005.

En 2022, la commune comptait 3 140 habitants, en évolution de +0,71 % par rapport à 2016 (Puy-de-Dôme : +2,1 %, France hors Mayotte : +2,11 %).
| 1793  | 1800  | 1806  | 1821  | 1831  | 1836  | 1841  | 1846  | 1851  |
| ----- | ----- | ----- | ----- | ----- | ----- | ----- | ----- | ----- |
| 3 605 | 3 800 | 3 823 | 4 231 | 4 181 | 4 262 | 4 209 | 4 190 | 4 299 |

| 1856  | 1861  | 1866  | 1872  | 1876  | 1881  | 1886  | 1891  | 1896  |
| ----- | ----- | ----- | ----- | ----- | ----- | ----- | ----- | ----- |
| 4 346 | 4 140 | 4 012 | 4 010 | 3 894 | 3 685 | 3 613 | 3 326 | 3 126 |

| 1901  | 1906  | 1911  | 1921  | 1926  | 1931  | 1936  | 1946  | 1954  |
| ----- | ----- | ----- | ----- | ----- | ----- | ----- | ----- | ----- |
| 2 924 | 2 709 | 2 444 | 2 254 | 2 179 | 2 132 | 2 035 | 2 029 | 2 073 |

| 1962  | 1968  | 1975  | 1982  | 1990  | 1999  | 2005  | 2006  | 2010  |
| ----- | ----- | ----- | ----- | ----- | ----- | ----- | ----- | ----- |
| 2 103 | 2 152 | 2 158 | 2 351 | 2 345 | 2 504 | 2 605 | 2 610 | 2 748 |

| 2015  | 2020  | 2022  | - | - | - | - | - | - |
| ----- | ----- | ----- | - | - | - | - | - | - |
| 3 088 | 3 112 | 3 140 | - | - | - | - | - | - |

### Enseignement
Maringues dépend de l'académie de Clermont-Ferrand et possède quatre établissements scolaires.
Dans l'enseignement public, la commune gère l'école élémentaire publique Anatole-France, qui comptait 307 élèves pour la rentrée 2015. Elle se compose de cinq classes de maternelle, de sept classes d'élémentaire ainsi qu'une classe pour l'inclusion scolaire.
Le conseil départemental du Puy-de-Dôme gère le collège Louise-Michel, accueillant plus de 500 élèves pour la rentrée 2015. Il possède une section européenne.
Les lycéens se rendent à Riom, au lycée Virlogeux ou Pierre-Joël-Bonté.
Dans l'enseignement catholique privé sous contrat, l'ensemble Saint-Joseph se constitue d'une école élémentaire assurant des cours les lundis, mardis, jeudis et vendredis, avec 124 élèves, ainsi que d'un collège, à raison d'une classe par niveau, fonctionnant du lundi au vendredi. Les lycéens poursuivent à l'institution Sainte-Marie, à Riom.[réf. souhaitée]

## Culture et patrimoine

### Lieux et monuments

#### Église Notre-Dame

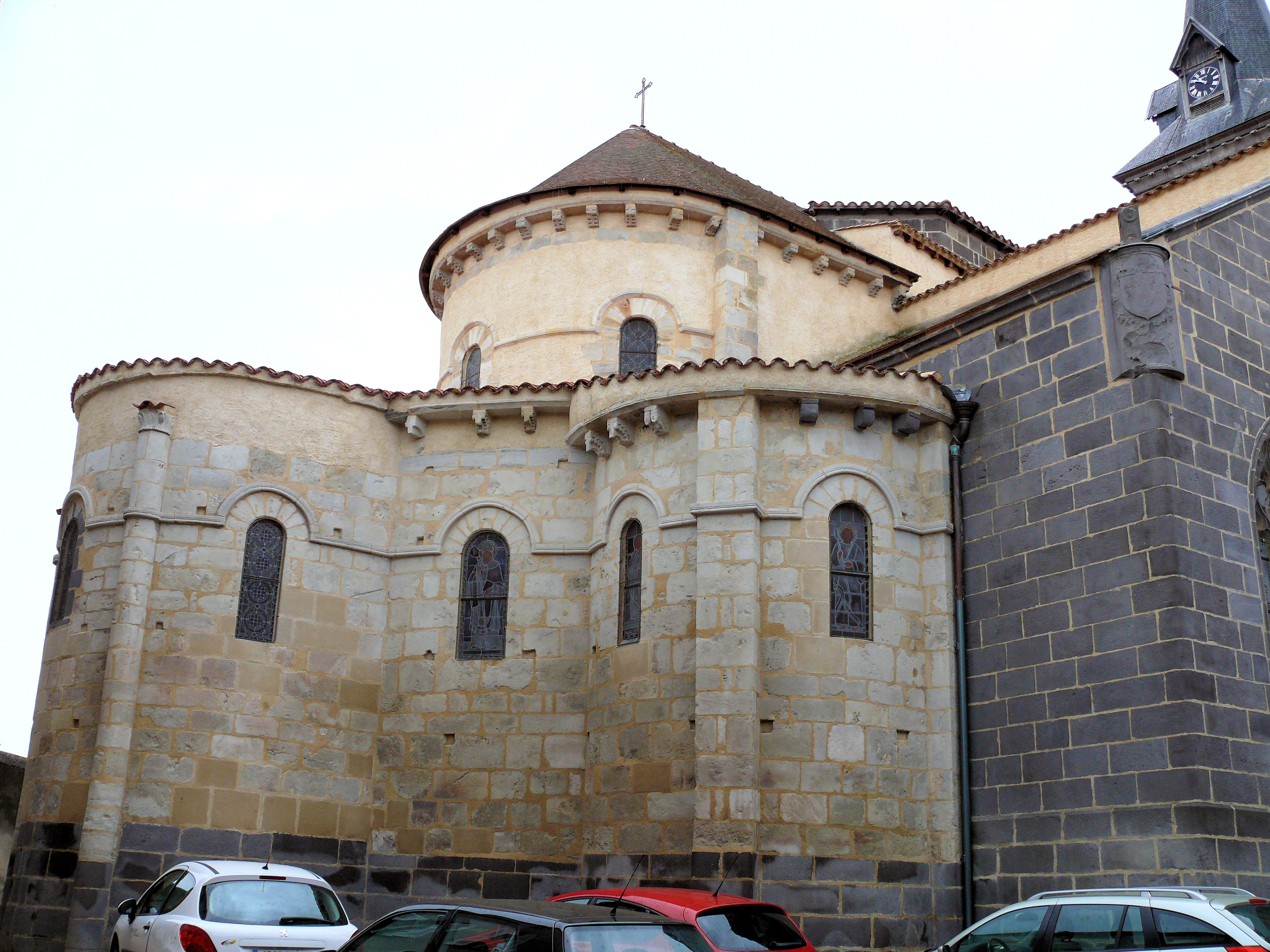
Chevet roman de l'église Notre-Dame.

L'église de Maringues existe en 1050 à l'arrivée des moines de la Chaise-Dieu mais on ne sait pas quand elle avait été construite. Elle était d'abord dédiée à Saint-Étienne puis a changé de vocable au XIe. Les moines de la Chaise-Dieu venant à Maringues se sont installés dans un prieuré fondé par Robert de Turlande en 1050 et qui était situé entre l'église actuelle et la côte de la Vernelle au nord. Les moines vouant leur vie au culte de la Vierge Marie, l'église lui a été dédiée.
On sait qu'avant 1050 l'église comportait un porche surmonté d'un clocher ainsi qu'une nef.
À partir de 1177, les moines agrandissent l'église. La nouvelle aura deux fonctions : priorale et paroissiale.
L'église a été modifiée à plusieurs reprises mais il reste de l'église romane, puis gothique, le porche à portail, la nef, le transept, le chœur à déambulatoire et les trois chapelles rayonnantes ainsi qu'une coupole hémisphérique.
Au XVIIe, des chapelles ont été ajoutées au XIXe; le clocher actuel est édifié en pierre de Volvic.
La confrérie des cordonniers possède un ornement du XVIIe siècle qui a une certaine valeur.
L'église est actuellement[Quand ?] en rénovation et on a découvert à l'intérieur des fresques du XIe siècle.

#### Couvent des Ursulines
Le couvent des Ursulines de Maringues abrite aujourd'hui l'hôtel de ville et certaines parties sont toujours caractéristiques de cette architecture religieuse (les arcades notamment). Des Ursulines provenant de Thiers se sont installées à Maringues en 1666. Leur mission était d'instruire et d'éduquer les jeunes filles. C'était un couvent important qui abritait 33 religieuses, 108 pensionnaires et 200 externes.
La construction du couvent a débuté en 1661 et s'est poursuivie jusqu'en 1700. Il a été construit avec les matériaux du château de Montgascon, détruit en 1632 sur ordre de Richelieu.
Le couvent comportait plusieurs bâtiments : des parloirs, des logis, une église, une grange et une chapelle qui ouvraient tous sur une cour centrale ornée de jardins. Le bâtiment principal s'élève sur deux étages couverts en voûtes d'arêtes. Le rez-de-chaussée était une galerie rythmée d'arcades en plein cintre toujours visibles aujourd'hui.
Le couvent a été vendu après la Révolution, en 1791, et séparé en lots cédés à la ville. Des travaux réalisés par Claude François Marie Attiret ont permis un réaménagement entre 1809 et 1810.

#### Maisons à pans de bois
On peut voir à Maringues plusieurs maisons à pans de bois datant des XIVe, XVe et XVIe siècles. On y utilise du pisé, très répandu en Limagne, et du bois en façade. Ces maisons marquent l'émergence d'une nouvelle classe sociale composée de riches bourgeois. Les maisons à pans de bois disparaissent à partir du XVIe, où on interdit leur construction pour des raisons de sécurité. Plusieurs d'entre elles sont inscrites ou classées Monuments Historiques. L'une d'entre elles possède des modillons de pierre sculptés représentant les 7 péchés capitaux. Une autre présente des encorbellements formant un décor de croix de Saint-André et de chevrons.

#### Château de Beyssat
Le château de Beyssat est inscrit, avec ses aménagements intérieurs et son parc avec son portail d'entrée et son orangerie au titre des monuments historiques depuis le 10 septembre 2012.

#### Hôtel des ducs de Bouillon

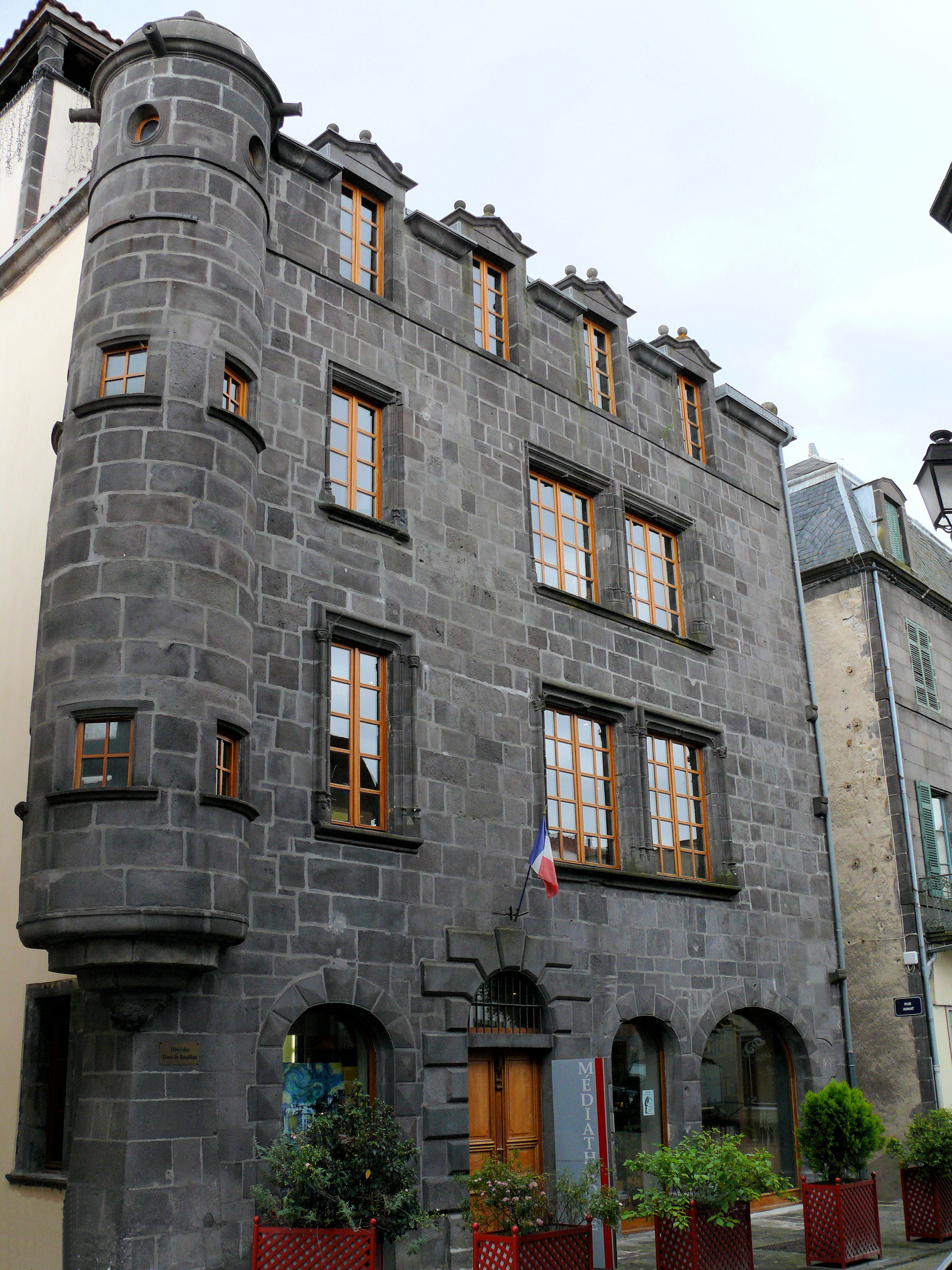
Hôtel des ducs de Bouillon.

Cet hôtel était propriété de la famille de La Tour d'Auvergne jusqu'en 1684, puis changea de propriétaire et fut donné à la ville en 1991. Il abrite aujourd'hui la médiathèque et est inscrit à l'inventaire des Monuments historiques.
Sa construction remonte aux XVe et XVIe siècles mais de nombreuses modifications (rhabillage de la façade) ont été apportées au XVIIe siècle. La façade principale est en pierre de taille d'andésite ainsi que les encadrements des ouvertures et les chaînes d'angle. On peut voir au rez-de-chaussée une porte en plein cintre à bossage sculpté. Au-dessus d'un contrefort d'angle se trouve une tourelle ronde en encorbellement couverte par un dôme circulaire en pierre de taille d'andésite. Le dessous du culot est sculpté d'une tête d'angelot joufflu entre deux ailes.

#### Hôtel Grimardias ou Dumas de Vault
Cet hôtel particulier a été construit en 1782 pour la famille Grimardias de Vault par l'architecte Deval. La façade est en pierre de Volvic.

#### Halle au blé

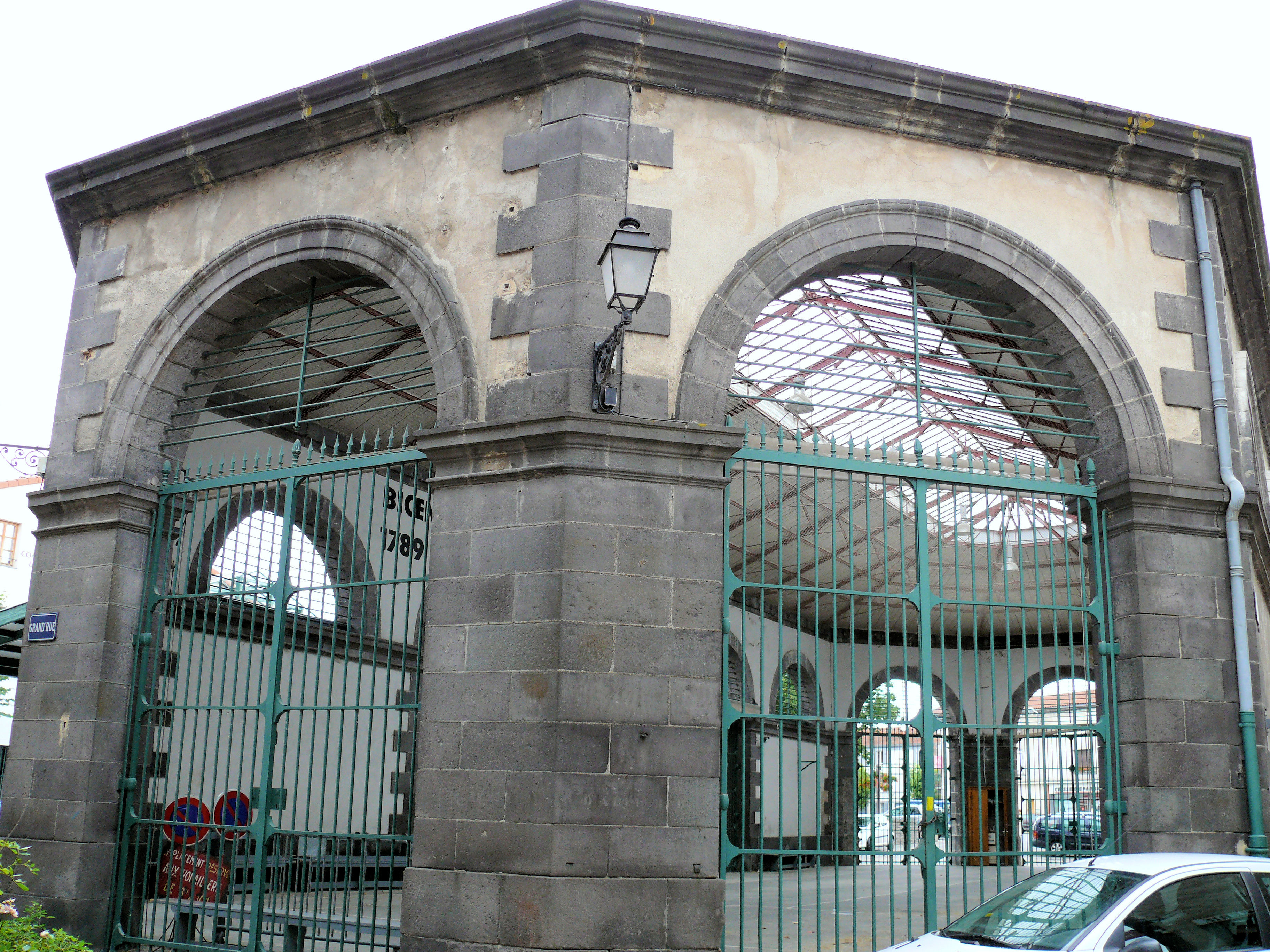
La halle au blé.

L'Allier étant très proche, le commerce s'est rapidement développé à Maringues. La halle est le pôle économique de la cité. La halle actuelle a été construite sur l'emplacement d'une halle du Moyen Âge détruite en 1848. Elle a été construite en 1855 sur un dessin de l'architecte clermontois Imbert et elle fut terminée en 1856. Elle est caractéristique des halles de cette époque, bâties en verre et en fer. La charpente est en métal et comporte une verrière ; une marquise est adossée à l'un des côtés.
À l'intérieur et à l'extérieur, plusieurs dates marquent les célébrations des centenaires et bicentenaires de la Révolution. Une fresque inspirée de La Liberté guidant le peuple de Delacroix a été peinte par un artiste local, Louis Chauffour, en 1989.

#### Les tanneries
L'artisanat des tanneries étant prospère à Maringues, on peut encore voir aujourd'hui de nombreuses tanneries le long de la Morge. La plupart sont à l'abandon et en ruines mais deux d'entre elles ont été refaites.
L'existence des tanneries à Maringues est certaine depuis le XIIIe. Les tanneries de Maringues étaient en fait des mégisseries : on y traitait de petites peaux (moutons essentiellement). La dernière tannerie a fermé ses portes en 1920.

##### La Grande tannerie

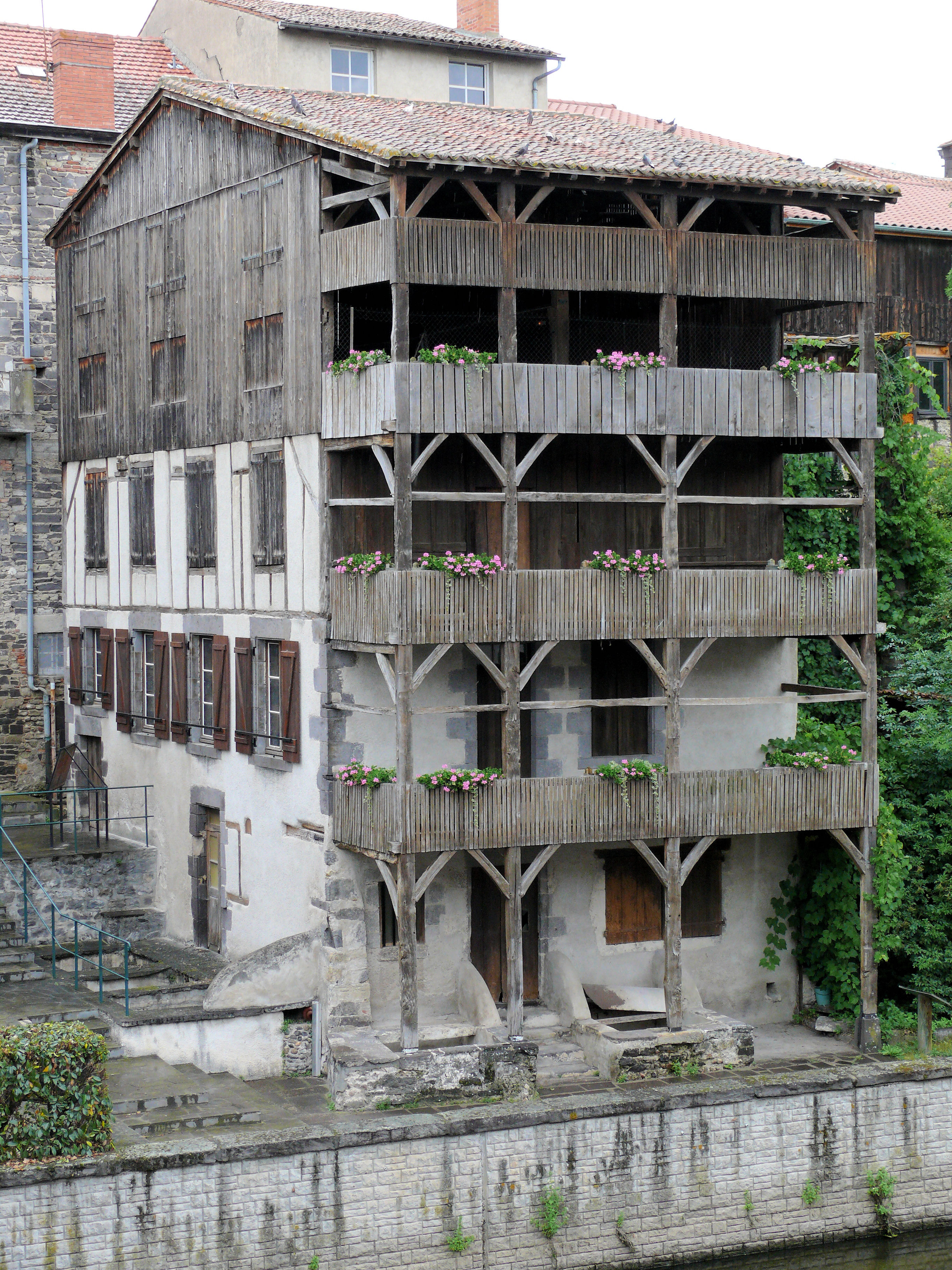
La « Grande Tannerie ».

La tannerie nommée « Grande tannerie » a été entièrement restaurée. Elle date des XVIe/XVIIe siècles et fonctionna au moins jusqu'en 1879 et est inscrite à l'inventaire des Monuments Historiques.
Elle s'élève sur quatre niveaux, comme la majorité des tanneries.
Le premier niveau est appelé « rez-de-Morge » (du nom de la rivière) et sert à préparer les peaux (délainer, écharner, époiler…). Le second niveau est destiné à la préparation et au stockage des peaux et le troisième niveau est l'habitat de l'ouvrier tanneur. Le dernier niveau sert au séchage des peaux et est souvent en bois.

##### La Tannerie Grandval
Cette tannerie porte le nom d'un de ses propriétaires et fut probablement construite au XVIe. Elle a abrité un tanneur (dont on voit encore l'atelier et l'habitation), un cirier (dont on voit l'atelier également) et aujourd'hui le musée des tanneries.

### Personnalités liées à la commune
- César-Pierre Andrieu (1735-1809), homme politique né à Maringues, député du tiers état aux États généraux de 1789.
- Maurice Andrieu, maire en 1849, conseiller général en 1851, député en 1863. Né à Maringues le 22 juin 1813, dans une famille parlementaire (Andrieu, Baudet-Lafarge), il décède à Paris le 22 janvier 1887. Il est inhumé à Maringues.
- Roger Ayrault (1900-1985), germaniste né dans la commune.
- Mathieu Baudet-Lafarge, membre du Conseil des Cinq-Cents, puis député de 1830 à 1832.
- Jacques Baudet-Lafarge, fils de Mathieu, représentant du peuple en 1848-1849.
- Claude Berri (1934- 2009), réalisateur du film "Uranus" adapté du roman éponyme de Marcel Aymé tourné à Maringues et sorti en 1990.
- Marcellin Boudet (1834-1915), historien, né à Montgacon au nord de la commune, inhumé à Maringues.
- Gilbert Gaillard (1843-1898), homme politique français, maire de Clermont-Ferrand (1880-1884), député (1883-1889) puis sénateur (1889-1898) du Puy-de-Dôme.
- Pierre-Alfred Grimardias (1813-1896), évêque de Cahors, né dans la commune.